# Casa Worship
Casa Worship é uma banda brasileira de música cristã contemporânea, com estilo voltado para o pop rock, formada em 2018 na Igreja Casa Ministério Cristão, em Goiânia. O grupo ganhou notoriedade em 2019 com o lançamento do single A Casa É Sua, que alcançou mais de 100 milhões de reproduções em plataformas de streaming e mais de 500 milhões de visualizações no YouTube, repercutindo nas redes sociais e sendo tocada em várias rádios brasileiras. Em 2023, o álbum Novo Tempo foi indicado ao Grammy Latino de Melhor Álbum de Música Cristã em Língua Portuguesa.

## História

### 2018–19: Formação
A banda Casa Worship foi formada em 2018, na cidade de Goiânia, sob a liderança do pastor Davi Passamani, da Igreja Casa Ministério Cristão. Os primeiros integrantes foram Julliany Souza (vocalista), Léo Brandão (vocalista), Felipe Rodrigues (vocalista e baixista), Ricardinho (tecladista), Baby Batera (baterista) e Kaio Passos (guitarrista). O grupo adotou o estilo pop rock, com forte presença de guitarra elétrica, baixo e bateria, para compor seus louvores. 
Julliany Souza, então vocalista do grupo, teve um encontro marcante com Léo Brandão, o que foi crucial para a formação da banda. Com Felipe Rodrigues, Ricardinho e Baby Batera, o grupo iniciou o trabalho no ministério de louvor da igreja.

### 2019–21: Popularidade
Em 2019, a banda lançou seu primeiro projeto de destaque, o single A Casa É Sua, que rapidamente ganhou popularidade no Brasil, com mais de 500 milhões de visualizações no canal oficial da banda no YouTube. A música se destacou especialmente durante a pandemia de COVID-19, tornando-se a primeira do segmento gospel a atingir o ranking das 50 virais do Brasil. Segundo Julliany Souza, a música foi lançada em um momento estratégico, pouco antes da pandemia, o que contribuiu para seu sucesso:
| “                                                            | Ela foi lançada em um momento muito específico, que foi antes da pandemia. E eu gosto de olhar pra essa canção dessa maneira. Antes da pandemia, ela foi a primeira música do segmento gospel a estar em primeiro lugar nas 50 virais do Brasil. Logo em seguida, veio 2020 com essa pandemia e todas essas dificuldades que estamos enfrentando. | ” |
| — Julliany Souza, ex-vocalista da banda, em entrevista ao g1 | |   |

Léo Brandão explicou que a ideia inicial era criar uma música com linguagem de acolhimento, voltada para a igreja, e nunca imaginavam que a canção se tornaria tão popular:
| “                                                         | Nossa intenção era realmente compor pra nossa igreja. Nós não imaginávamos que ia virar isso tudo no país, como virou. | ” |
| — Léo Brandão, ex-vocalista da banda, em entrevista ao g1 | |   |

A canção A Casa É Sua alcançou grande visibilidade, sendo compartilhada por figuras públicas como Felipe Araújo e Mayra Cardi. Entre janeiro e abril de 2021, foi a 7ª música mais utilizada pelos brasileiros no Instagram Stories. A banda passou a ser conhecida por suas músicas de louvor e adoração, no estilo "worship", com influências de bandas como Hillsong Worship, Elevation Worship e Coldplay. Outros sucessos da banda incluem Eu Te Vejo em Tudo, Vento Impetuoso e Era Eu.

### 2020–21: Parcerias com outros artistas
Em 2020, a Casa Worship colaborou com os cantores Wesley Safadão e Clovis Pinho na canção Deus Tem Um Plano. No ano seguinte, a gravadora Uni Records promoveu uma parceria entre a banda e a dupla de música sertaneja evangélica André e Felipe para a gravação do single A Sós. Ainda em 2021, Theo Rubia gravou a canção Eu Só Quero Tua Presença, com participação da Casa Worship.

### 2022–presente: Saída dos integrantes e reestruturação
Em 2022, os integrantes Julliany Souza, Léo Brandão, Felipe Rodrigues, Ricardinho, Baby Batera e Kaio Passos deixaram o grupo. A vocalista Julliany Souza anunciou que seguiria carreira solo. No ano seguinte, em 2023, Julliany, Léo, Ricardinho e Baby se reuniram novamente, e, juntamente com Matheus Nogueira, formaram o grupo AMÉM. O projeto estreou com o lançamento do single Ele Cumprirá. Em dezembro do mesmo ano, a Casa Worship passou a contar com uma nova formação, composta por Nanda, Ed, Thiago, Stefany, Yasmin e o pastor Davi Passamani, após a saída dos antigos integrantes.
A banda foi indicada ao Grammy Latino na categoria Melhor Álbum de Música Cristã em Língua Portuguesa, pelo álbum Novo Tempo, em 2023.

## Controvérsias
Em maio de 2019, durante uma pregação, o fundador da banda, Davi Passamani, interpretou a canção É o Amor, de Zezé di Camargo & Luciano, utilizando seus versos para ilustrar o amor de Deus pela humanidade. Ele afirmou que a música poderia ser considerada "de crente" e incentivou os fiéis, majoritariamente jovens, a cantarem juntos. Essa abordagem gerou críticas de pastores e fiéis mais conservadores.
Em 30 de maio de 2021, o grupo enfrentou nova polêmica ao executar músicas seculares, como Paradise do Coldplay e I Gotta Feeling do The Black Eyed Peas, durante um culto transmitido ao vivo. Um dos vocalistas, ciente da possível repercussão negativa, exclamou: "Prepara para ser cancelado!", indicando que a escolha das músicas foi intencional e antecipando as críticas.
Em 4 de abril de 2024, Davi Passamani foi preso sob acusações de importunação sexual, com denúncias apresentadas pelo Ministério Público. A defesa negou as alegações, argumentando que as supostas mensagens comprometedoras foram trocadas por meio de aplicativos de mensagens e que Passamani não tinha controle direto de suas redes sociais, as quais eram gerenciadas por terceiros. A delegada responsável pelo caso afirmou que o pastor utilizava referências bíblicas para abordar mulheres jovens e emocionalmente vulneráveis, iniciando conversas religiosas que evoluíam para teor sexual. No mesmo mês, após um pedido da defesa de Passamani, a Justiça de Goiás concedeu um habeas corpus, permitindo que ele fosse solto sob a condição de seguir restrições, incluindo o uso de tornozeleira eletrônica.

## Discografia
- 2019: A Casa É Sua
- 2020: Acoustic Session, Vol. 01
- 2020: Casa Worship Acoustic Session, Vol. 01
- 2020: Momentos
- 2021: Acoustic Session, Vol. 02
- 2023: Novo Tempo (Ao Vivo)

## Videografia
- 2020: Maranata
- 2021: Sopro de Deus
- 2024: A Sós (feat. Léo Brandão)

## Prêmios e indicações
| Ano  | Prêmio                  | Categoria                                                         | Resultado | Ref.   |
| ---- | ----------------------- | ----------------------------------------------------------------- | --------- | ------ |
| 2019 | Troféu Gerando Salvação | Música do Ano - "A Casa É Sua"                                    | Venceu    | [ 19 ] |
| 2019 | Troféu Gerando Salvação | Revelação do Ano - Banda, Grupo ou Dupla                          | Venceu    | [ 20 ] |
| 2021 | Prêmio iBest            | Revelação Digital em Música - Academia iBest                      | Indicado  | [ 21 ] |
| 2023 | Grammy Latino           | Melhor Álbum de Música Cristã em Língua Portuguesa - "Novo Tempo" | Indicado  | [ 22 ] |